# 野尻 (小惑星)
野尻（のじり、3008 Nojiri）は小惑星帯に位置する小惑星。ハイデルベルク天文台でドイツの天文学者カール・ラインムートが発見した。
日本の随筆家、天文研究家の野尻抱影から命名された。